# Rejoicing
| Recensione | Giudizio |
| ---------- | -------- |
| AllMusic   | [ 2 ]    |

Rejoicing è un album musicale registrato alla Power Station da Pat Metheny con il bassista Charlie Haden ed il batterista Billy Higgins e pubblicato dalla ECM nell'aprile del 1984.
L'album nacque dalle frequenti collaborazioni dei tre musicisti nei concerti live del periodo precedente.
È caratterizzato da una compresenza di jazz classico e di fusion, con una progressione musicale che passa dal jazz più semplice e classico alle improvvisazioni; nelle ultime tracce il modo di suonare diventa molto più libero dal punto di vista del ritmo e delle note eseguite.
The Calling è un brano di free jazz, genere di cui Haden è uno dei maggiori rappresentanti. La Synclavier Guitar di Metheny appare esclusivamente in due tracce: Story From A Strager, in modo cantilenante e delicato, e The Calling, come parte integrante del brano, in modo incisivo ed imponente.

## Tracce

### LP
Lato A
1. Lonely Woman – 6:45 (Horace Silver)
2. Tears Inside – 3:47 (Ornette Coleman)
3. Humpty Dumpty – 5:36 (Ornette Coleman)
4. Blues for Pat – 6:00 (Charlie Haden)
5. Rejoicing – 3:14 (Ornette Coleman)

Lato B
1. Story from a Stranger – 5:48 (Pat Metheny)
2. The Calling – 9:52 (Pat Metheny)
3. Waiting for an Answer – 2:16 (Pat Metheny, Charlie Haden)

## Formazione
- Pat Metheny - chitarre
- Charlie Haden - contrabbasso
- Billy Higgins - batteria

Note aggiuntive
- Manfred Eicher - produttore
- Registrazioni effettuate il 29 e 30 novembre del 1983 al Power Station di New York
- Jan Erik Kongshaug - ingegnere delle registrazioni
- Rob Van Petten - foto copertina album
- Barbara Wojirsch - design copertina album[3]

## Classifica
Album
| Anno | Classifica    | Posizione raggiunta |
| ---- | ------------- | ------------------- |
| 1984 | Billboard 200 | 116                 |